# Protaphorura austriaca
Protaphorura austriaca is een springstaartensoort uit de familie van de Onychiuridae. De wetenschappelijke naam van de soort is voor het eerst geldig gepubliceerd in 1948 door Butschek.